# Седербю (Ноароотсі)
Се́дербю (ест. Söderby küla) — колишнє село в Естонії, на момент ліквідації належало до Туксіської сільської ради Гаапсалуського району (до жовтня 2017 року територія волості Ноароотсі, нині — волості Ляене-Ніґула повіту Ляенемаа).

## Населення
Чисельність населення в 1959 році становила 75 осіб, у 1970 році — 25 осіб.

## Історія
Під час адміністративної реформи 1977 року село Седербю було ліквідовано, а його територія відійшла до села Ріґулді.